# Rödelbach (Zwickauer Mulde)
Der Rödelbach ist ein etwa 22 km langer, linker Nebenfluss der Zwickauer Mulde am Rand des Westerzgebirges im Freistaat Sachsen.

## Verlauf
Der Rödelbach trennt mit seinem Tal das Kirchberger Granitgebiet am linken Ufer vom Hartmannsdorfer Forst am rechten Ufer. Er verläuft wie seine im Kirchberger Granitgebiet liegenden Zuflüsse Giegengrüner Bach und Crinitzer Wasser von Süd nach Nord.

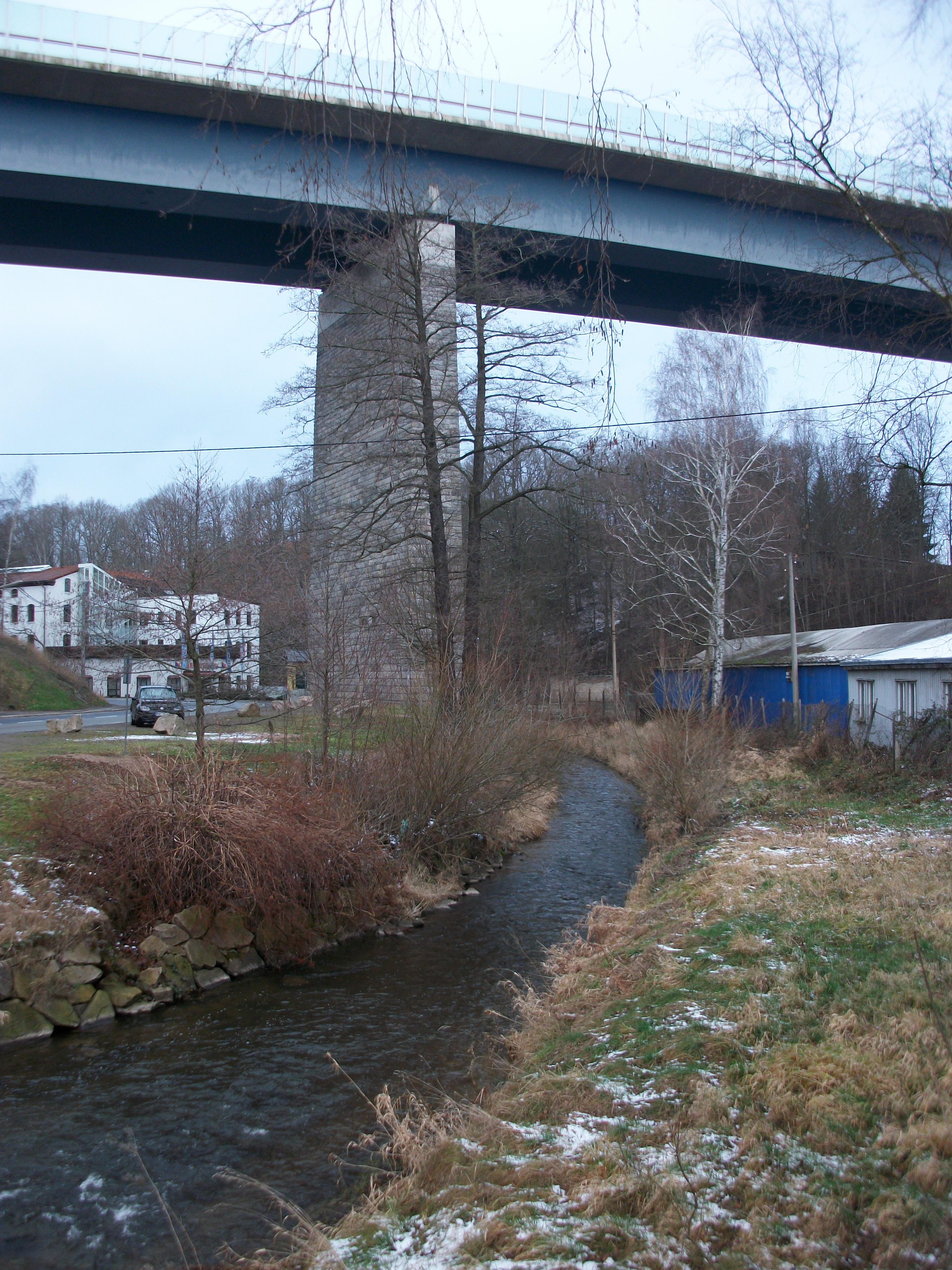
Rödelbach mit Autobahnbrücke in Wilkau-Haßlau (2016)

Die Quelle des Rödelbachs befindet sich beim Steinberger Ortsteil Rothenkirchen am Ostrand des Vogtlands. Zunächst fließt er nach Nordost und nimmt bei Stützengrün (im Westerzgebirge) den Rosentalbach auf. Danach tangiert der Rödelbach den Ort Rothenkirchen, wird zum Rabensteinteich gestaut und nimmt am unteren Ortsende den durch Rothenkirchen fließenden Kuhbach auf. Hinter dem Zusammenfluss erreicht der Bach die Grenze des Kreises Zwickau. Er durchquert den Crinitzberger Ortsteil Bärenwalde, nimmt am unteren Ortsende den Friedrichsbach auf und fließt weiter durch Hartmannsdorf und die Kirchberger Ortsteile Saupersdorf, Kirchberg und Cunersdorf. In Kirchberg münden der Burkersdorfer und der Giegengrüner Bach, in Cunersdorf das Crinitzer Wasser in den Rödelbach. Nach Cunersdorf fließt der Bach kurz durch eine Aue und erreicht die Häuserzeile „Siedlung am Hochwald“, die zum Wilkau-Haßlauer Ortsteil Culitzsch gehört. Nach Aufnahme des Plotzschbachs mündet der Rödelbach im Stadtteil Wilkau in der Nähe des Bahnhofs in die Zwickauer Mulde.

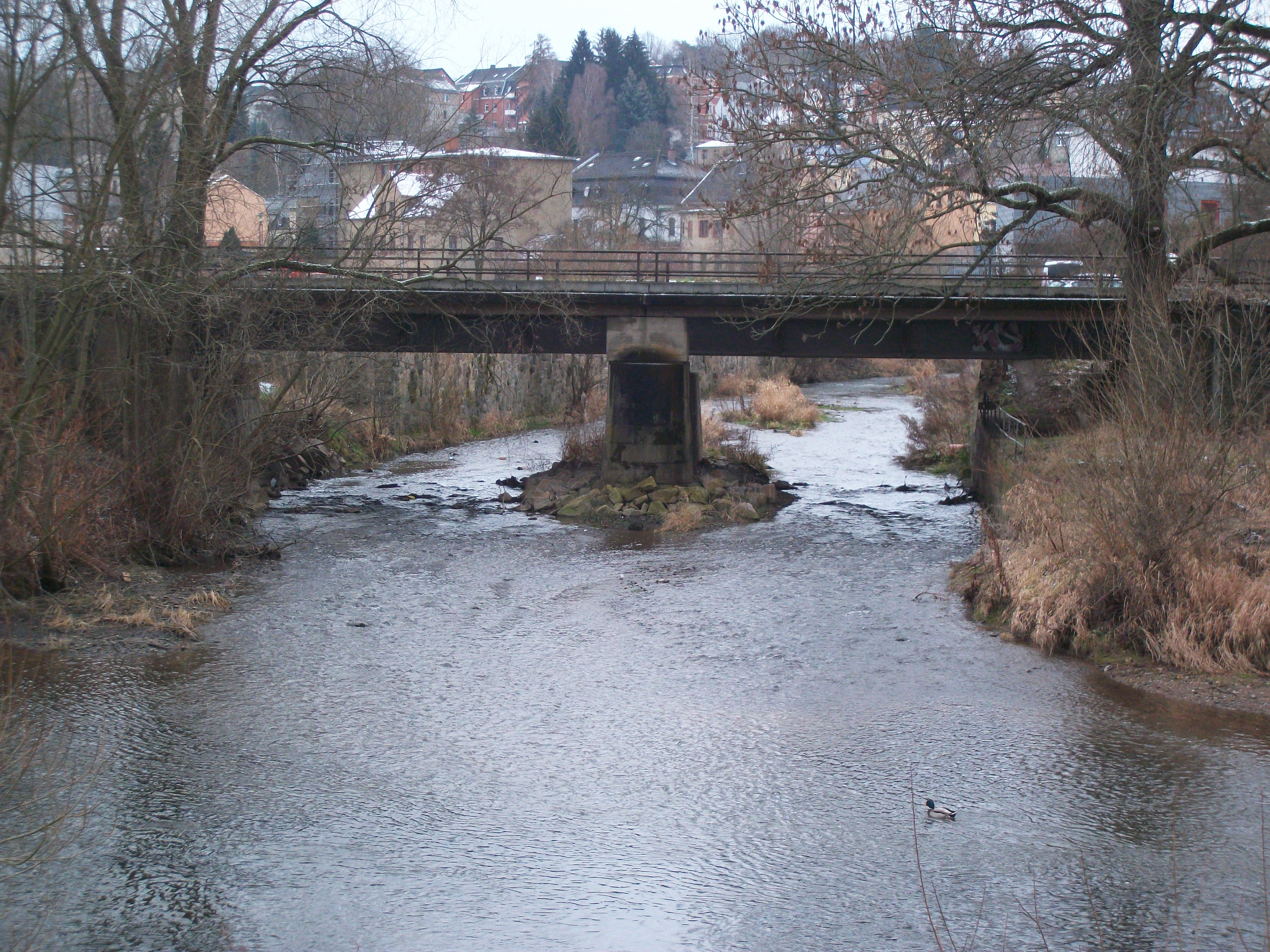
Mündung des Rödelbachs in Wilkau-Haßlau

### Zuflüsse
Der Rödelbach zeichnet sich durch zahlreiche Zuflüsse aus. Während die rechten Zuflüsse im Hartmannsdorfer Forst entspringen, liegen die meisten linken Zuflüssen und ihre zahlreichen Nebenbäche im Kirchberger Granitgebiet.

#### Rechte Zuflüsse
- Friedrichsbach (GKZ: DE/54142): Der Friedrichsbach entspringt im Stützengrüner Ortsteil Lichtenau am Rand des Hartmannsdorfer Forsts und mündet an der Ortsgrenze von Bärenwalde und Hartmannsdorf in den Rödelbach.

- Burkersdorfer Bach: Der Burkersdorfer Bach entspringt im Kirchberger Ortsteil Burkersdorf am Rand des Hartmannsdorfer Forsts, fließt durch den unteren Ortsteil von Burkersdorf und mündet in Kirchberg in den Rödelbach.

#### Linke Zuflüsse
- Kuhbach: Der Kuhbach entspringt in der Nähe des ehemaligen Bahnhofs in Rothenkirchen, fließt durch den gesamten Ort und mündet an der Ortsgrenze mit Bärenwalde in den Rödelbach.

- Giegengrüner Bach (GKZ: DE/54144): Der Giegengrüner Bach hat seine Quelle im Hartmannsdorfer Ortsteil Giegengrün im Kirchberger Granitgebiet und wird im weiteren Verlauf durch mehrere Teiche gespeist. Er fließt in einem parallelen Tal zwischen Crinitzer Wasser im Westen und Rödelbach im Osten. Dabei passiert er den Kirchberger Ortsteil Leutersbach und mündet im Zentrum von Kirchberg in den Rödelbach.

- Crinitzer Wasser (GKZ: DE/54146): Das Crinitzer Wasser entspringt im Wald nördlich von Rothenkirchen und fließt im weiteren Verlauf durch das parallel zum Rödelbach verlaufende Crinitztal. Dabei passiert es die Crinitzberger Ortsteile Herlagrün,  Obercrinitz, Lauterhofen und den Kirchberger Ortsteil Wolfersgrün. Nördlich von Wolfersgrün wird der Bach im Mündungsbereich des  Hirschfelder Wassers zur Talsperre Wolfersgrün gestaut. Danach fließt er durch den  Hirschfelder Ortsteil Niedercrinitz und mündet im Kirchberger Ortsteil Cunersdorf  in den Rödelbach.

Größere Zuflüsse des Crinitzer Wassers sind neben dem Hirschfelder Wasser mit seinen Quellflüssen Irfersgrüner und Stangengrüner Bach, der Burkertsbach mit dem Herrenteich, der Voigtsbach und der Niedercrinitzer Lohbach mit dem Filzteich bei Niedercrinitz.
- Plotzschbach (GKZ: DE/54148): Der Plotzschbach entspringt westlich des Zwickauer Ortsteils Rottmannsdorf und fließt nach Kreuzung des Ortes nördlich der Autobahn 72 nach Wilkau-Haßlau, wo er in der Nähe der Autobahnbrücke im Stadtteil Wilkau in den Rödelbach mündet. Einziger nennenswerter Zufluss ist der Culitzschbach westlich des Wilkau-Haßlauer Ortsteils Culitzsch.

## Geschichte

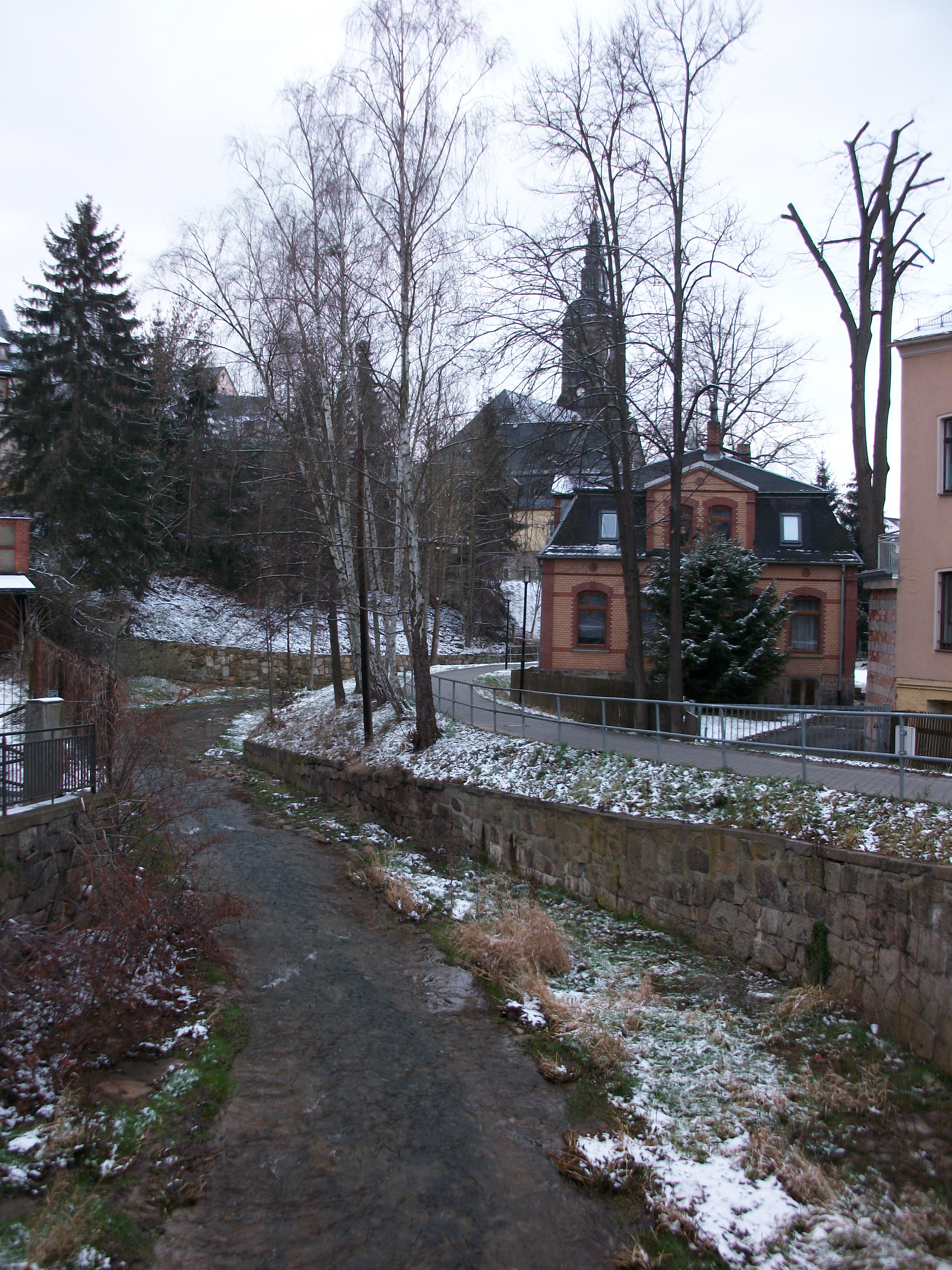
Rödelbach mit ehem. Bahnlinie (heute: Fußweg) und Kirche St. Margarethen in Kirchberg (2016)

Durch das Rödelbachtal führte ab 1881 der untere Teil der  Strecke der Schmalspurbahn Wilkau-Haßlau–Carlsfeld. Der Bau der Bahnlinie war eng verknüpft mit dem Aufblühen Textilindustrie und der Bewirtschaftung der Steinbrüche im Rödelbachtal. Die Stilllegung der Bahnstrecke erfolgte 1967 für den Abschnitt Kirchberg-Saupersdorf. Im Jahr 1970 folgte die Abbestellung des Abschnitts Saupersdorf Rothenkirchen und 1973 das letzte Stück im Rödelbachtal zwischen Kirchberg und Wilkau-Haßlau.
Zur besseren Trinkwasserversorgung des Zwickauer Raums plante man in den 1940er Jahren, das Crinitzer Wasser oberhalb der Quarksteine zwischen Wolfersgrün und Niedercrinitz zu einer Talsperre aufzustauen. Realisiert wurde von den Plänen allerdings nur eine Vorsperre, die heutige Talsperre Wolfersgrün.
Siehe auch: Liste der Gewässer in Sachsen